# Карш, Юсуф
Юсу́ф Карш (англ. Yousuf Karsh, арм. Յուսուֆ Քարշ; 23 декабря 1908[…], Мардин — 13 июля 2002[…], Бостон) — канадский фотограф армянского происхождения, мастер портретной фотографии.

## Биография
Юсуф Карш родился в городе Мардин, на юго-востоке Турции в армянской семье. В 14-летнем возрасте Карш с родителями, спасаясь от геноцида армян, был вынужден бежать из Турции и переселился в Сирию. Многие его родственники были убиты, к примеру, оба его дяди были брошены ещё живыми в колодец, а сестра умерла от голода.
Через 2 года родители отправили Юсуфа в канадский Квебек к дяде Джорджу (Григору) Нагашу. Карш получает там образование и работает в студии Нагаша. Заметив фотографический талант Юсуфа, Нагаш отправляет его учиться у фотографа-портретиста Джона Гаро в Бостон.

### Творчество
Спустя 4 года Юсуф возвращается в Канаду. В 1932 году открывает собственную портретную студию в центре Оттавы. Вскоре работы Карша начинают привлекать знаменитостей. 
Наибольшую популярность он получает в 1941 году, когда фотографирует Уинстона Черчилля (фотография «Уинстон Черчилль») во время его визита в Оттаву. Во время съёмки произошло событие, которое Элеонора Рузвельт в шутку назвала «первым серьёзным поражением Черчилля». Юсуф Карш набрался храбрости и вытащил неизменную сигару изо рта Черчилля. Считается, что это был первый значимый фотопортрет премьер-министра без сигары. Именно этот портрет вскоре появился на титульной странице журнала Life. 
В 1954 году он сделал фотографии Уинстона Черчилля во время сеансов позирования для художника Грэхема Сазерленда, который работал в то время над «Портретом Уинстона Черчилля», получившим скандальную известность, и, предположительно, уничтоженным по желанию супруги политика.
Из 100 наиболее известных людей XX столетия, согласно International Who’s Who (2000), Карш сфотографировал 51. Среди них были Одри Хепбёрн, Элизабет Тейлор, Эрнест Хемингуэй, Пабло Пикассо, Уолт Дисней, Принцесса Елизавета (будущая королева Елизавета II), Леонид Брежнев, Никита Хрущёв, Мартин Лютер Кинг, Фидель Кастро, Юрий Гагарин и другие.

## Галерея

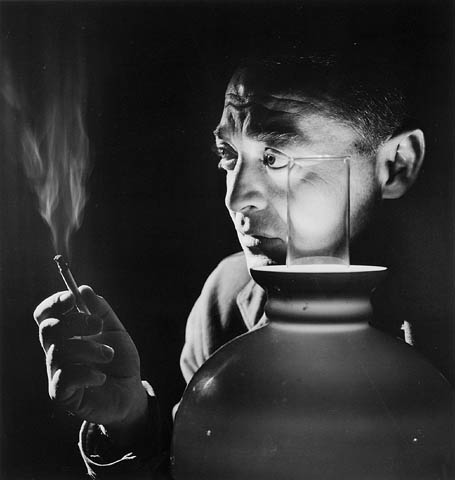
Петер Лорре
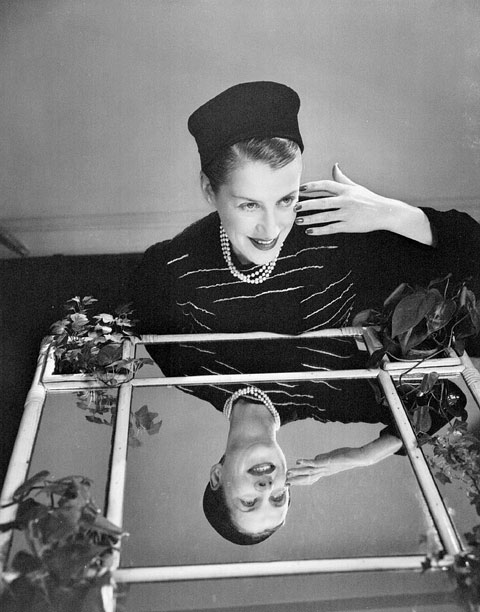
Беатрис Лилли
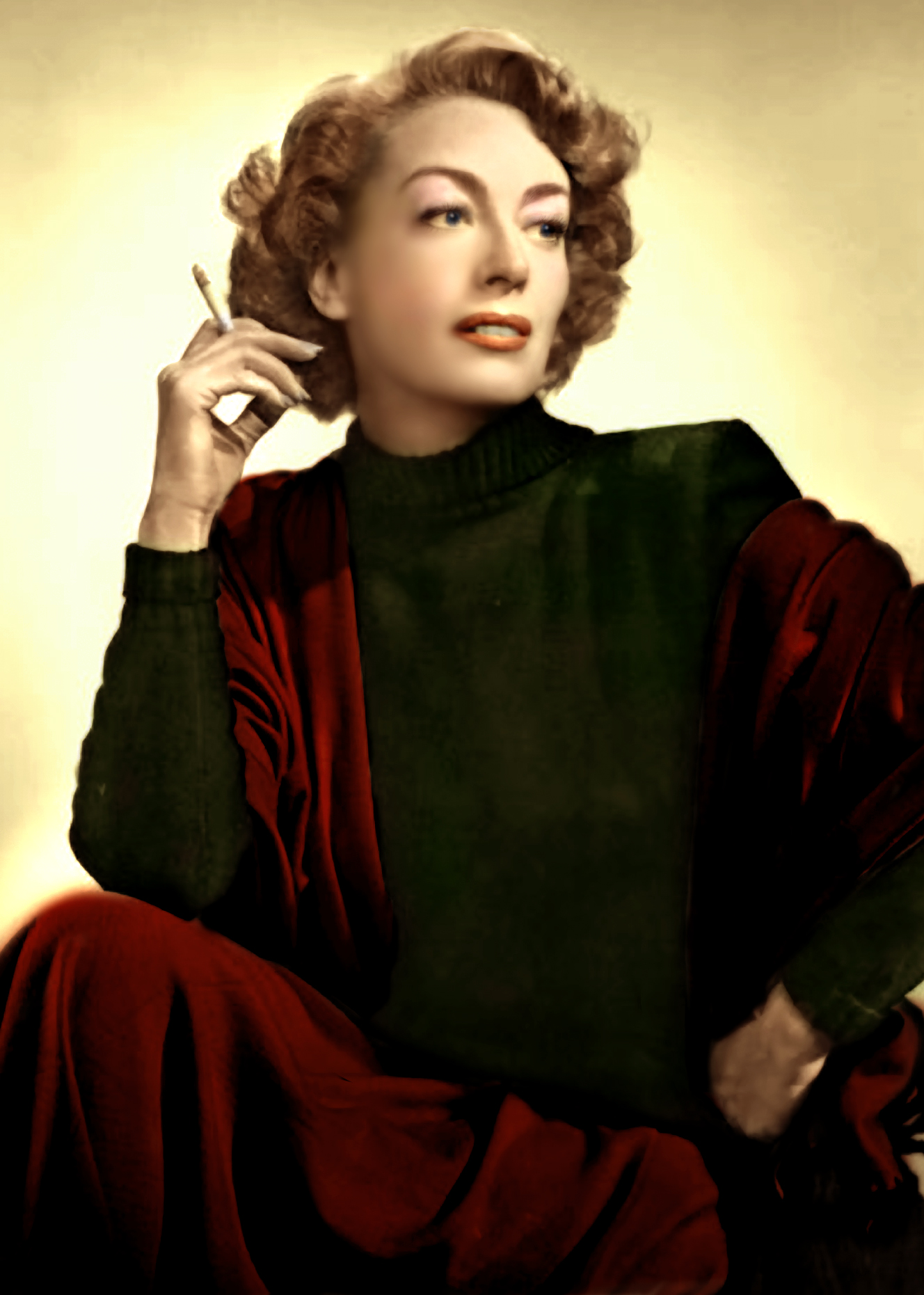
Джоан Кроуфорд
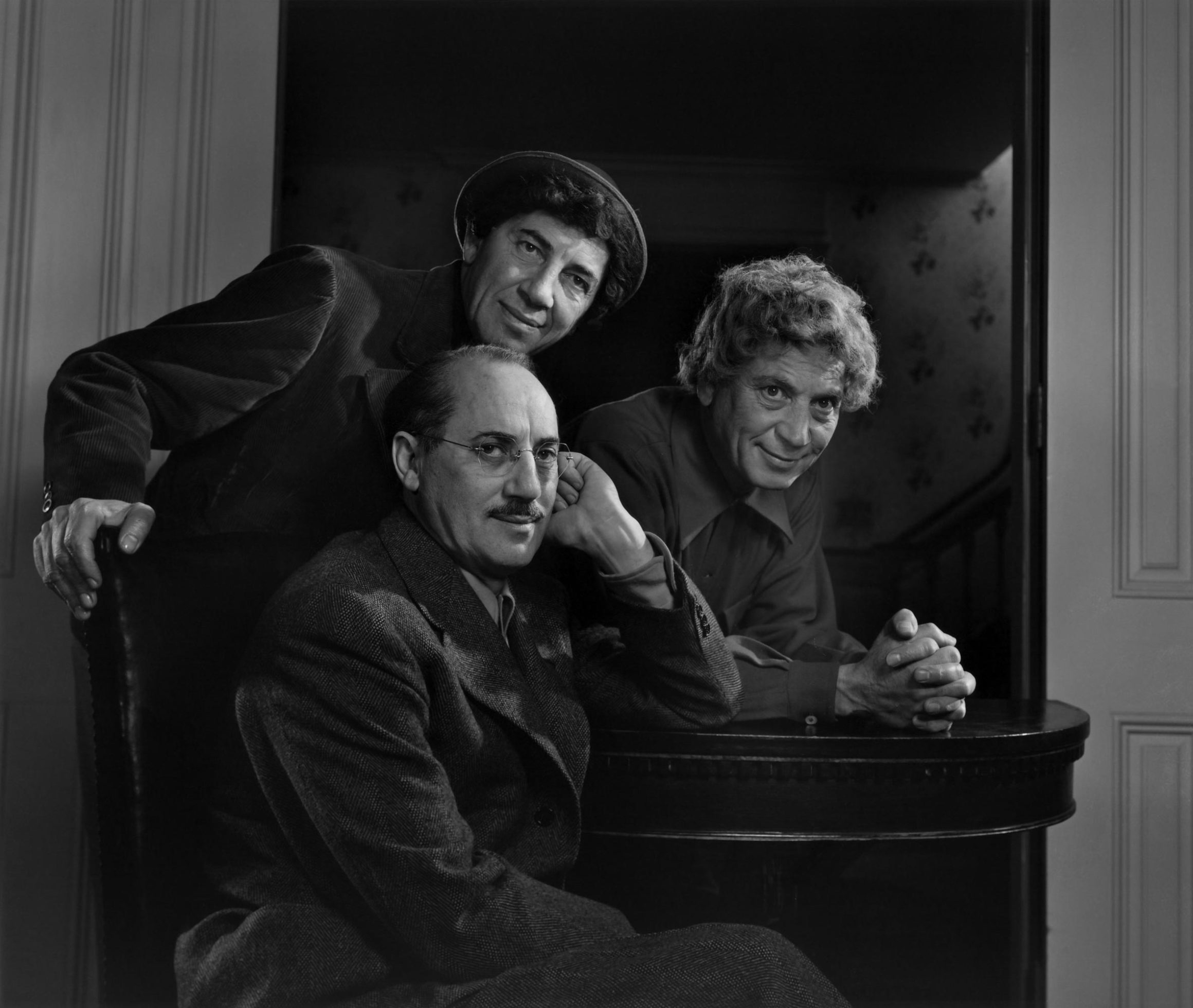
Братья Маркс
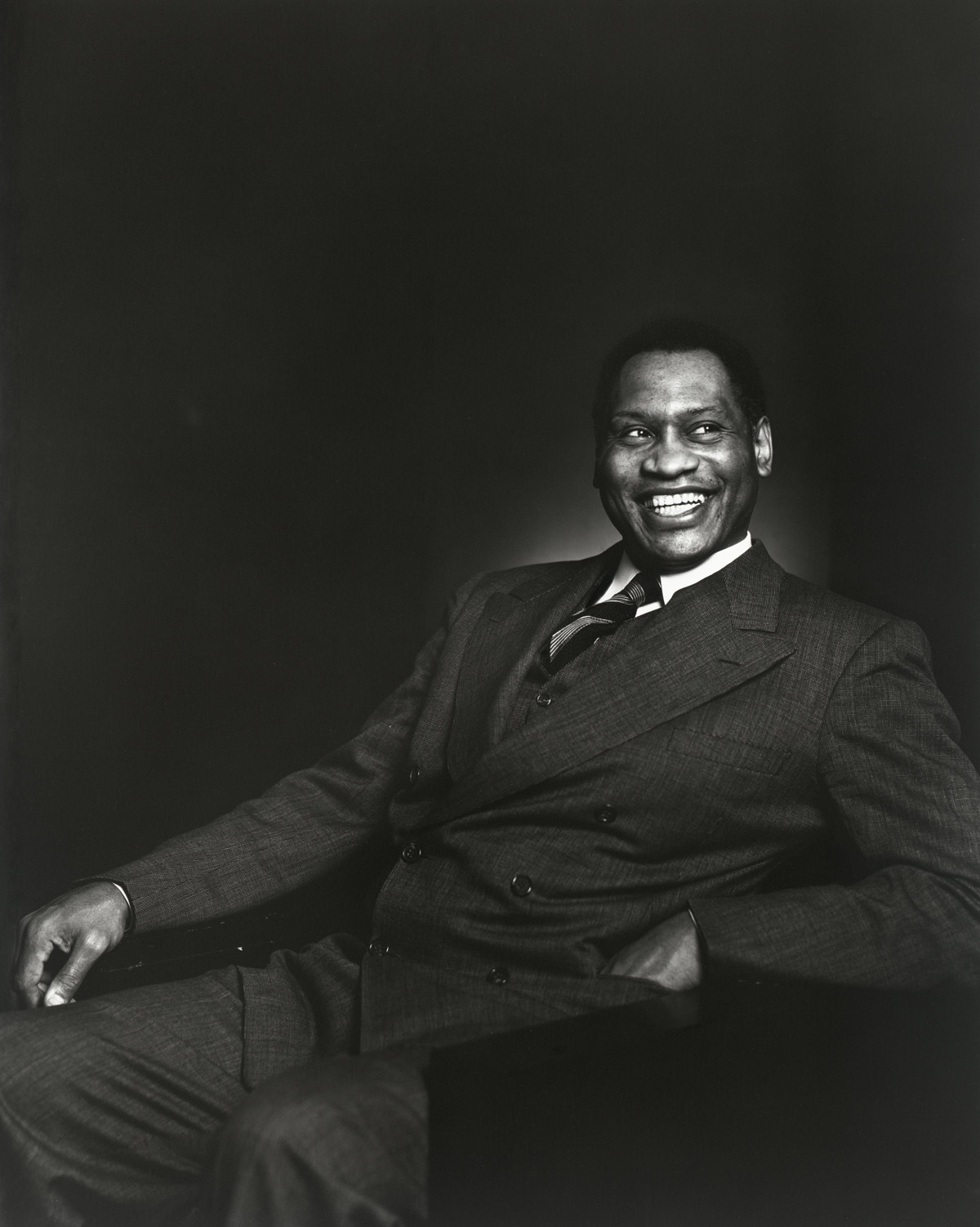
Пол Робсон, 1938.
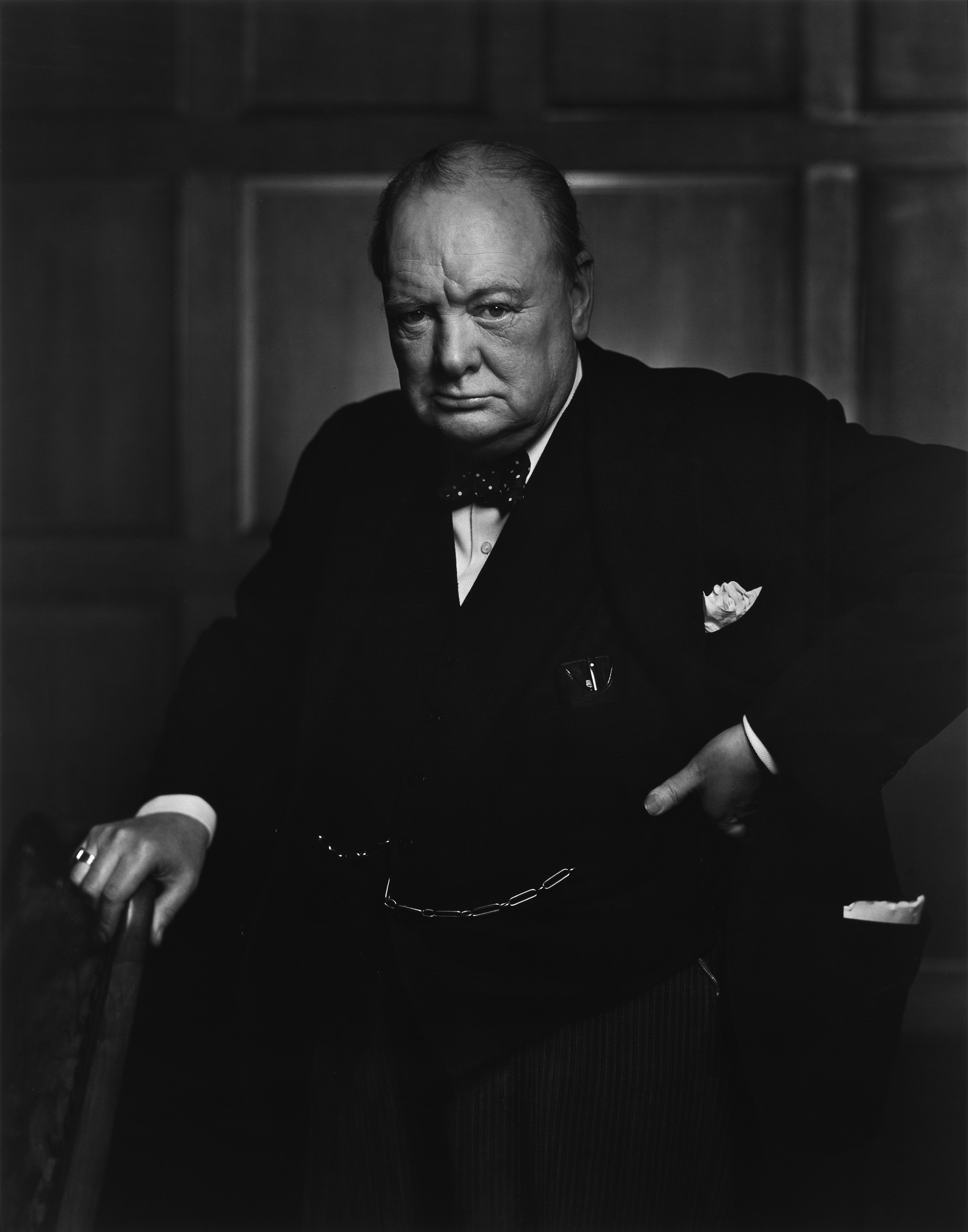
Уинстон Черчилль, 1941.

## Биографические фильмы
- «Karsh is History». Режиссёр Джозеф Хиллель (2009).